# Damir Džombić
Damir Džombić (* 3. Januar 1985 in Srebrenik) ist ein ehemaliger bosnischer Fußballspieler.

## Karriere
Damir Džombić begann seine Profikarriere im Jahr 2003 beim Schweizer Klub FC Basel. Eine Saison später wurde er an den FC Wil 1900 verliehen, wo er 21 Spiele bestritt. Nach seiner Rückkehr schaffte er es nicht, sich in den erweiterten Profikader zu spielen und so wurde er 2007 entlassen. 2007 wurde er dann beim FC Vaduz aus Liechtenstein unter Vertrag genommen. Dort schaffte er den Durchbruch in der Axpo Super League. Sein erstes Tor erzielte er am 16. August 2008 beim 2:1-Sieg gegen den FC Sion. Am Saisonende stieg er mit seiner Mannschaft ab.
Im Sommer 2009 wechselte Džombić zum FC Aarau. Dort kam er in der Saison 2009/10 gar nicht zum Einsatz. Im Dezember 2010 löste er seinen Vertrag auf nach einem Einsatz in der Saison 2010/11 auf. Anfang März 2011 verpflichtete ihn der FC Wil, wo er jedoch nicht zum Einsatz kam. Im Mai 2011 wechselte er zum FC Schaffhausen, der ebenfalls in der Challenge League spielte. Dort stand er in den letzten vier Saisonspielen in der Startformation, stieg mit seiner Mannschaft aber am Saisonende ab.
Im Oktober 2011 nahm ihn der FC Schötz unter Vertrag, der 1. Liga spielte. Im Sommer 2012 wechselte er zum SC Kriens in die 1. Liga Promotion. Dort war er Stammkraft, verließ den Verein aber am Saisonende, um eine Liga tiefer beim FC Grenchen zu spielen. Nach einer Halbserie schloss er sich Anfang 2014 dem FC Wangen bei Olten an, der ebenfalls in der 1. Liga Classic spielte. Seit Sommer 2014 spielt Džombić in der 2. Liga interregional.

## Nationalmannschaft
Džombić spielte ein Spiel für die Schweizer U-19, bevor er sich entschloss, für die bosnische U-21 zu spielen. Er absolvierte zwei Spiele im Rahmen der Qualifikation für die U-21-Fußball-Europameisterschaft 2006.

## Titel und Erfolge
FC Vaduz
- Liechtensteiner Cupsieger: 2008, 2009